# Janna van der Weg
Janna Rinske (Janne) van der Weg (Ouwsterhaule, 6 oktober 1893 - Leeuwarden, 1974) was op 27 januari 1917 de eerste vrouw ooit, die de Elfstedentocht voltooide en de
tweede vrouw, na Jikke Gaastra in 1912, die hem reed. Van der Weg kreeg naderhand een officiële huldiging in stadsschouwburg de Harmonie te Leeuwarden. Ze was werkzaam als dienstbode.
In 2016 werd in het Amsterdamse stadsdeel West in de nieuwbouwbuurt Laan van Spartaan een straat naar haar vernoemd, de Janna van der Weglaan.